# Peter Nieuwenhuis
Peter Marinus Nieuwenhuis (Ámsterdam, 3 de abril de 1951) es un deportista neerlandés que compitió en ciclismo en la modalidad de pista. Ganó una medalla de bronce en el Campeonato Mundial de Ciclismo en Pista de 1973, en la prueba de persecución por equipos. Está casado con la ciclista Wilhelmina Brinkhoff.
Participó en los Juegos Olímpicos de Montreal 1976, ocupando el quinto lugar en la disciplina de persecución por equipos.

## Medallero internacional
| Campeonato Mundial | Campeonato Mundial      | Campeonato Mundial | Campeonato Mundial          |
| Año                | Lugar                   | Medalla            | Competición                 |
| ------------------ | ----------------------- | ------------------ | --------------------------- |
| 1973               | San Sebastián ( España) | Medalla de bronce  | Persecución por equipos (A) |